# Festen (TV-serie)
Festen, stiliserat FESTEN, FESTEII (Säsong 2) och FESTE III  (Säsong 3), är en svensk webbaserad ungdomsdramaserie som utspelar sig i Malmö. Serien följer sju ungdomars inre resa när deras vägar korsas i efterspelet av en skjutning under en fest. De tampas med fruktan av att bli avslöjade, förlora status, vänskap och slutligen kärlek.
Serien är producerad av Sveriges Television för strömningstjänsten SVT Play och visades första gången 2019 och andra säsongen 2020. Säsong 3 av Festen hade senare premiär februari 2021.
Serien har fått blandad kritik och har bland annat blivit kallad en kopia av norska tv-serien Skam. Festen fick dock ett stort genomslag bland ungdomar i hela Sverige och hade fler tittare än både Tunna blå linjen och Gift vid första ögonkastet under flera perioder.

## Produktion
Serien är skapad av Maria Karlsson Thörnqvist och Sanne Övermark. Alla säsongerna är regisserade av Maria Karlsson Thörnqvist. Lars Schön var filmfotograf för säsong 1, och Rasmus Eriksson i säsong 2 och 3.

## Avsnitt
Säsong 1
1. Ska vi betta på henne då?
2. Sex, bara sex
3. Du borde hämnas
4. Det är bara en nakenbild
5. Vi vet vad du har gjort
6. Säg förlåt
7. E den laddad?
8. Nån oskyldig kan ju dö
9. Vi var alla där

Säsong 2
1. Sen när bryr du dig vad en brud tycker?
2. Du e väl inte gay
3. Kan du hantera en gun?
4. Får polisen bilderna är vi alla f*cked
5. Ibland är fisk starkare än lejon
6. Du blev inblandad den dagen du föddes
7. Han vet att jag sköt
8. Tänkte du att ett förlåt skulle räcka?
9. Allt med dig är en lögn
10. Det blir bättre, det blir det alltid

Säsong 3
1. Du känner Feroz va?
2. Jag behöver ingen bror
3. Jag tycker Smilla är en bitch
4. Jag vill att du blir min igen
5. Jag vet hur tjejer som du fungerar
6. Ska jag gola min egen bror?
7. Dom flesta kan köpas
8. E de nån som dött eller?
9. Akta dig för suedin
10. Det är en fucked up värld

## Rollista (urval)
- Edy Dzafic - Aasim
- Sophia Martinsson - Zafirah
- Simona Karpin - Nadine
- Frans Zethraeus - Martin
- Noel Unosson - Frans
- Karl Håkansson - Tony
- Gaiana Frank - Dessi